# Stinkende karse
Stinkende karse (Lepidium ruderale) er en enårig, 10-30 cm høj plante i korsblomst-familien. Arten er oprindeligt udbredt i Europa og Vestasien, men er nu spredt som ukrudt til mange andre dele af verden. Stinkende karse har en rigt forgrenet stængel, hvis blade nederst er 1-2 gange fjersnitdelte og øverst er linjeformede. Blomsterne er 0,5-1 mm. Bægerbladene er oprette og tiltrykt de kun to støvdragere. Planten har en skarp og ubehagelig lugt, især når bladene knuses.
I Danmark findes stinkende karse hist og her på næringsrig bund, gerne ved bebyggelse. Den blomstrer i juni til august.